# Falcó dels ratpenats
El falcó dels ratpenats (Falco rufigularis) és una espècie d'ocell rapinyaire de la família dels falcònids (Falconidae) que habita boscos poc espessos i sabanes de la zona Neotropical, des de Sonora i Tamaulipas, cap al sud, a la llarga d'Amèrica Central i del Sud, per l'oest dels Andes fins al nord del Perú, i per l'est dels Andes fins al sud-est de Bolívia, sud del Brasil, el Paraguai i extrem nord de l'Argentina. El seu estat de conservació es considera de risc mínim.
S'especialitza en caçar ocells, insectes i ratpenats en vol; com que com a au del gènere falco no disposa dels atributs necessaris per a veure-hi bé a la foscor de la nit, surt a alimentar-se sobretot durant la posta de sol i l'alba.